# Drie Etudes (Hanson)
Howard Hanson componeerde Drie Etudes opus 18 tijdens zijn verblijf aan het College of the Pacific in 1920; de première vond dan ook aldaar plaats.
De drie etudes hebben in de titel de aanduiding voor wat voor soort oefening het is. In de uitvoering hoor je dat niet terug. Het titelblad bevat een Italiaans opschrift, dat verwijst naar zijn verblijf in Rome; ook de delen hebben Italiaanse namen:
1. Studio ritmico
2. Studio melodico;
3. Poema Idillico.

## Bron en discografie
- Uitgave Naxos, Thomas Labé (piano)